# Maki Horikita
 (août 2024).
 (août 2024).
 (août 2024).
Maki Horikita (堀北真希, Horikita Maki), née le 6 octobre 1988 à Kiyose (Tokyo), est une actrice japonaise. Maki Horikita est son nom d'artiste, son nom de naissance est Marina Hara.

## Biographie
Maki Horikita a commencé sa carrière en 2003. Elle a joué dans de nombreux films et dramas japonais :  Shibuya Kaidan (2003), Densha otoko (drama, 2005) et Chakushin Ari Final (2006). Ses dramas les plus connus sont : Nobuta o Produce (au côté de Kamenashi Kazuya et Yamashita Tomohisa), Kurosagi (où elle retrouve Yamashita Tomohisa) et Hanazakari no Kimitachi e (avec Oguri Shun et Ikuta Toma).
En 2007, Maki tourne un petit film pour la chaîne Fuji TV : elle voyage à vélo de Bâle jusqu'à Colmar, traversant la Suisse, l'Allemagne et la France. Son aventure est passée au JT de France 3 Alsace le 19 octobre 2007. La plus grosse partie du tournage s'est faite en Alsace.
En 2008, elle joue le rôle de Tsurara dans le film Kurosagi qui fait suite au drama. En octobre 2010, elle interprète le rôle de Jeanne d'Arc dans une pièce de théâtre du même nom qui fut un succès. En 2012, elle a le rôle principal dans le drama « Umechan Sensei ». En 2013, elle joue dans le drama japonais Miss Pilot.
En mars 2017, elle annonce arrêter sa carrière pour se consacrer à sa famille et à son premier enfant, né en décembre de l'année précédente.

## Filmographie sélective

### Dramas
- Densha (2003)
- Keitai Deka Zenigata Mai : Zenigata Mai (TBS, 2003)
- Doubutsu no Oisha-san (2003)
- Division 1 Houkago as Michida Mayuko (Fuji TV, 2004)
- Kaidan Shin Mimibukuro (怪談新耳袋) 幽霊屋敷と呼ばれる家 (TBS, 2004)
- Ningen no Shoumei : Kouri Sayaka (Fuji TV, 2004)
- Akechi Kogorou VS Kindaichi Kousuke (2005)
- Densha otoko : Yamada Aoi (Fuji TV, 2005)
- Nobuta o Produce : Nobuko Kotani (NTV, 2005)
- Tsubasa no oreta tenshitachi : Yuna (Fuji TV, 2006)
- Kurosagi : Yoshikawa Tsurara (TBS, 2006)
- Densha Otoko Deluxe : Yamada Aoi (Fuji TV, 2006)
- Teppan Shoujo Akane!! : Kagura Akane (TBS, 2006)
- Seito Shokun! : Kimura Juria (TV Asahi, 2007)
- Hanazakari no Kimitachi e : Ashiya Mizuki (Fuji TV, 2007)
- Deru Toko Demasho! : Shizuka Kamei (Fuji TV, 2007)
- Galileo (Fuji TV, 2007, ep6)
- Koi no Kara Sawagi Drama Special Love Stories IV (NTV, 2007)
- Atsu-hime : Kazunomiya Chikako (NHK, 2008)
- Tokyo Daikushu : Sakuragi Haruko (NTV, 2008)
- Hanazakari no Kimitachi e SP (ou Hana kimi) : Ashiya Mizuki (Fuji TV)
- Innocent Love : Akiyama Kanon (Fuji TV, 2008)
- Danso no Reijin, : Yamaguchi Yoshiko / Ri Kouran (TV Asahi, 2008)
- Chance! (Fuji TV, 2009) : Kawamura Tamaki
- Atashinchi no Danshi : Mineta Chisato (Fuji TV, 2009)
- Tokujo Kabachi !! (TBS, 2010)
- Wagaya no Rekishi : Yame Namiko (Fuji TV, 2010)
- Kikoku (TBS 2010)
- Yonimo Kimyona Monogatari SP (Fuji TV)
- Kakashi SP (Fuji TV)
- Umareru (TBS, 2011) : Manami
- Umechan Sensei (NHK, 2012) : Umeko Shimomura
- Miss Pilot (Fuji TV, 2013) : Tezuka Haru
- Fathers [おやじの背中] (TBS, 2015) : Mifuyu Marui (apparition dans l'épisode 5)
- Nurses of the Palace [まっしろ] (TBS, 2015) : Akari Arimura
- Whispers from a crime scene [ヒガンバナ～警視庁捜査七課～] (NTV, 2016) : Nagisa Kinomiya[3]

### Cinéma
- Cosmic Rescue: The Moonlight Generation (2003) de Shinsuke Sato.
- Seventh Anniversary (2003) de Isao Yukisada.
- Shibuya Kaidan (2004)
- Shibuya Kaidan 2 (2004)
- Sekai no Chuushin de Ai o Sakebu (2004)
- Hirakata (2004)
- Yogen (2005)
- Gyakkyou Nine (2005)
- Hinokio (2005)
- Shinku (2005)
- 2005 : Always : Crépuscule sur la troisième rue (ALWAYS 三丁目の夕日, Always sanchōme no yūhi?) de Takashi Yamazaki
- Haru no Ibasho (2006)
- Trick Movie 2 (2006)
- Keitai Deka THE MOVIE (2006)
- Chakusin Ari FINAL / One Missed Call FINAL (2006)
- Argentine Baba (2007)
- Koisuru Nichiyoubi Watashi Koishita (2007)
- Always - Zoku 3chome no Yuhi (2007)
- Kurosagi (2008)
- Tokyo Shonen aka Tokyo Boy (2008)
- Arcana (2008)
- Memoirs of a Teenage Amnesiac(2009)
- Ooku (2010)
- Byakuyakou (2011)
- Kore de Ii no da!! Eiga★Akatsuka Fujio (2011)
- 2014 : A Samurai Chronicle  (Higurashi no Ki) de Takashi Koizumi : Kaoru

## Jeu vidéo
- Professeur Layton et l'Étrange village (2007)

## Distinctions et récompenses
- 46e Television Drama Academy Awards: Best Supporting Actress for Nobuta o Produce
- 29th Japan Academy Awards: Best Newcomer for Always -Sunset on Third Street[4]
- 49e Television Drama Academy Awards: Best Supporting Actress for Kurosagi
- 54e Television Drama Academy Awards: Meilleure actrice pour Hanazakari no Kimitachi e
- 11e Grand Prix Annuel du Drama de Nikkan Sports : Meilleure actrice pour Hanazakari no Kimitachi e
- Vogue 2007 : Women of the Year Award
- Meilleur porteur de bijoux de la 19e exposition internationale de bijoux à Tokyo.
- Meilleure porteuse de cuir 2009 : BEST Leathernist 2009
- Miss Lily Award 2010
- Gold Dream Award 2010